# 1964-es bajnokcsapatok Európa-kupája-döntő
Az 1963–1964-es bajnokcsapatok Európa-kupája (BEK) döntőjét 1964. május 27-én rendezték a bécsi Praterstadionban. A döntőben az olasz Internazionale és a spanyol Real Madrid találkozott.
A döntőt az Internazionale nyerte 3–1-re. Ez volt az olasz csapat első BEK győzelme.

## A döntő részletei
| 1964. május 27. |

| Internazionale             | 3–1               | Real Madrid |
| -------------------------- | ----------------- | ----------- |
| Mazzola 43' 76' Milani 61' | (1–0) Jegyzőkönyv | Felo 70'    |

| Praterstadion, Bécs Nézőszám: 72 000 Játékvezető: Josef Stoll ( Ausztria) |

| Internazionale | Real Madrid |

| INTERNAZIONALE: |    |                    |
|                 |    |                    |
| GK              | 1  | Giuliano Sarti     |
| SW              | 6  | Armando Picchi     |
| DF              | 5  | Aristide Guarneri  |
| RB              | 2  | Tarcisio Burgnich  |
| LB              | 3  | Giacinto Facchetti |
| DM              | 4  | Carlo Tagnin       |
| MF              | 10 | Luis Suárez        |
| MF              | 11 | Mario Corso        |
| RW              | 7  | Jair da Costa      |
| FW              | 8  | Sandro Mazzola     |
| FW              | 9  | Aurelio Milani     |
| Vezetőedző:     |    |                    |
| Helenio Herrera |    |                    |

| REAL MADRID: |    |                    |
|              |    |                    |
| GK           | 1  | José Vicente       |
| DF           | 5  | José Santamaría    |
| DF           | 6  | Ignacio Zoco       |
| RB           | 2  | Isidro Sánchez     |
| LB           | 3  | Pachín             |
| MF           | 4  | Lucien Muller      |
| MF           | 9  | Alfredo Di Stéfano |
| MF           | 8  | Felo               |
| LW           | 11 | Francisco Gento    |
| RW           | 7  | Amancio Amaro      |
| FW           | 10 | Puskás Ferenc      |
| Vezetőedző:  |    |                    |
| Miguel Muñoz |    |                    |

| Az 1963–64-es bajnokcsapatok Európa-kupájának győztese |
| Internazionale 1. cím                                  |
| ← 1962–63 AC Milan                                     |
| Internazionale 1964–65 →                               |

## Lásd még
- 1963–1964-es bajnokcsapatok Európa-kupája

## Külső hivatkozások
- Az 1963–64-es BEK-szezon mérkőzéseinek adatai az rsssf.com (angolul)